# Grammostola inermis
Grammostola inermis là một loài nhện trong họ Theraphosidae.
Loài này thuộc chi Grammostola. Grammostola inermis được Cândido Firmino de Mello-Leitão miêu tả năm 1941.